# Лешен, Фернан
Жан-Ферна́н Леше́н (люкс. Jean-Fernand Leischen; 21 августа 1919, Дифферданж — 20 апреля 2017) — люксембургский фехтовальщик-шпажист. Выступал за сборную Люксембурга по фехтованию в конце 1940-х — середине 1950-х годов, победитель и призёр национальных первенств, участник трёх летних Олимпийских игр. Также известен как спортивный чиновник, президент Люксембургской федерации фехтования, член Олимпийского комитета Люксембурга.

## Биография
Фернан Лешен родился 21 августа 1919 года в городе Дифферданж, Люксембург.
Первого серьёзного успеха на международном уровне добился в сезоне 1948 года, когда вошёл в основной состав люксембургской национальной сборной и благодаря череде удачных выступлений удостоился права защищать честь страны на летних Олимпийских играх в Лондоне. В личном зачёте шпажистов проиграл всем своим соперникам на групповом предварительном этапе, тогда как в командном зачёте вместе с партнёрами по сборной стал пятым.
В 1951 году занял пятое место на чемпионате мира по фехтованию в Стокгольме.
Находясь в числе лидеров фехтовальной команды Люксембурга, благополучно прошёл квалификацию на Олимпийские игры 1952 года в Хельсинки — на сей раз был близок к попаданию в число призёров командного первенства шпажистов, расположившись в итоговом протоколе на четвёртой строке, тогда как в личном первенстве вновь не смог преодолеть групповой этап.
После хельсинкской Олимпиады Лешен остался в основном составе люксембургской национальной сборной и продолжил принимать участие в крупнейших международных соревнованиях. Так, он выступал на чемпионатах мира 1953, 1954 и 1955 годов, хотя на пьедестал почёта на них ни разу не поднимался.
В 1956 году отправился на Олимпийские игры в Мельбурне, где так же выступал в индивидуальном и командном зачёте шпажистов. Вскоре по окончании этих соревнований принял решение завершить карьеру спортсмена, уступив место в сборной молодым люксембургским фехтовальщикам.
Завершив спортивную карьеру, Фернан Лешен занялся административной деятельностью. В течение многих лет работал в Люксембургской федерации фехтования, в разное время являлся здесь генеральным секретарём, казначеем, вице-президентом, и наконец на период 1961—1964 годов был назначен на должность президента. Состоял в Олимпийском комитете Люксембурга, где заведовал делами фехтования. Одновременно с этим стал довольно успешным бизнесменом.
В 2008 году за выдающиеся достижения в спорте был награждён Орденом Заслуг в степени кавалера.
Умер 20 апреля 2017 года в возрасте 97 лет.